# Adoretus macrops
Adoretus macrops är en skalbaggsart som beskrevs av Leon Fairmaire 1899. Adoretus macrops ingår i släktet Adoretus och familjen Rutelidae. Inga underarter finns listade i Catalogue of Life.